# Монтальво Игера, Габриэль
Габриэль Монтальво Игера (исп. Gabriel Montalvo Higuera, 28 августа 1930, Богота, Колумбия — 2 августа 2006, Рим, Италия) — колумбийский прелат и ватиканский дипломат. Титулярный архиепископ Челене с 14 июня 1974 по 2 августа 2006.

## Биография
18 января 1953 года рукоположен в священники в Боготе (Колумбия).
В 1957 году поступил на дипломатическую службу Святого Престола. Обучался в Папской Церковной академии. Служил в апостольских нунциатурах в Боливии, Аргентине и Сальвадоре. С 1964 года по 1974 год он работал в Государственном секретариате Святого Престола, специализировался на церковных отношениях с коммунистическими правительствами в Восточной Европе.
С 14 июня 1974 года — титулярный архиепископ Челене и апостольский нунций в Никарагуа и Гондурасе. 30 июня 1974 года рукоположен в епископы.
С 18 марта 1980 года — апостольский про-нунций в Алжире, Тунисе и апостольский делегат в Ливии.
После кончины кардинала Антонио Саморе 3 февраля 1983 года, вёл от имени Святого Престола мирные переговоры между Аргентиной и Чили по разрешению конфликта, начавшегося в 1978 году. Переговоры завершились подписанием 29 ноября 1984 года в Ватикане Соглашения о мире и дружбе.
С 12 июня 1986 года по 18 мая 1994 года — апостольский про-нунций в Югославии.
С 17 апреля 1993 года по 24 февраля 1996 года — Апостольский нунций в Республике Беларусь. 11 мая 1993 года прибыл в Минск, 12 мая 1993 года передал копии верительных грамот в МИД Белоруссии, и в тот же день вручил верительные грамоты Председателю Верховного Совета Республики Беларусь Станиславу Станиславовичу Шушкевичу.
С 29 апреля 1993 года — президент Папской Церковной академии. Постоянно проживал в Ватикане, совмещая должности нунция, про-нунция и президента Академии.
В 1997 году — представитель при Всемирной ассоциации юристов.
С 7 декабря 1998 года по 17 декабря 2005 года — апостольский нунций в США и наблюдатель при Организации американских государств.
2 августа 2006 года умер в хосписе в Риме от рака лёгких.